# Spiculogloeomycetes
Spiculogloeomycetes é uma classe monotípica de fungos pertencentes à subdivisão Pucciniomycotina dos Basidiomycota, cuja única ordem, as Spiculogloeales, também é um táxon monotípico, tendo como única família as Spiculogloeaceae Denchev, 2009, que agrupa dois géneros (Phyllozyma com 9 espécies e Spiculogloea com 5 espécies). Os fungos desta classe são fungos dimórficos de hábitos terrestres, parasitas de plantas e outros fungos.

## Descrição
Os membros da ordem Spiculogloeales são fungos parasitários ou saprotróficos que processam matéria orgânica em decomposição, geralmente resíduos vegetais. Caracterizam-se pela estrutura espinulosa (com a superfície recoberta por pequenos espinhos) a granulosa (superfície coberta de grânulos), morfologia auricularioide, com basídios mais ou menos cilíndricos com parede lateral septada. O agrupamento também inclui alguns tipos de fungos gelatinosos.
São fungos dimórficos com um estadio do tipo levedura em que o teleomorfo é tradicionalmente colocado no género Spiculugloea, acreditando-se que o anamorfo seja Sporobolomyces, (como Sporobolomyces subbrunneus, Sporobolomyces coprosimicola e Sporobolomyces linderae).

### Taxonomia
O género Spiculogloea foi originalmente colocado provisoriamente dentro da classe Platygloeales dos Heterobasidiomycetes (antigas ordem e classe que agora são consideradas obsoletas).
Estudos moleculares posteriores publicados em 2004 com base nos dados de sequências SSU e LSU indicam que um clado Spiculogloea sp. ainda sem nome se agrupa com um clado igualmente sem nome Mycogloea sp., formando um clado bem suportado, que mais tarde passou a ser referido como a nova ordem Spiculogloeales (Bauer et al. 2006).
Em conjunto com Agaricostilbales, a ordem Spiculogloeales passou a constituir a classe Agaricostilbomycetes. Estudos publicados em 2006 confirmaram essas relações filogenéticas e permitiram a adição de algumas espécies anamórficas de Sporobolomyces às espécies já confirmadas em Spiculogloeales. Um estudo molecular recente baseado em sete genes (Wang et al. 2015a) indicou que a posição sistemática dos Spiculogloeales era variada, daí resultando a criação de uma classe Spiculogloeomycetes para acomodar a ordem Spiculogloeales.
A ordem Spiculogloeales inicialmente continha o género Mycogloea, entretanto transferido para a ordem Agaricostilbales.
O DNA desta classe foi analisado em 2020.

### Ecologia
Algumas espécies de Spiculogloea são conhecidos micoparasitas, parasitando outros fungos. A espécie Spiculogloea minuta é conhecida como parasita dos basidiocarpos de Mycostilla vermiformis e de várias espécies do género Tulasnella na Noruega.

## Distribuição
A ordem Spiculogloeales tem uma distribuição cosmopolita em todo o mundo, incluindo vários mares e oceanos, incluindo regiões como a Noruega, Japão, e Colômbia (América do SUl).